# Phyllanthus tixieri
Phyllanthus tixieri är en emblikaväxtart som beskrevs av Maurice Schmid. Phyllanthus tixieri ingår i släktet Phyllanthus och familjen emblikaväxter. Inga underarter finns listade i Catalogue of Life.